# Voyager 2

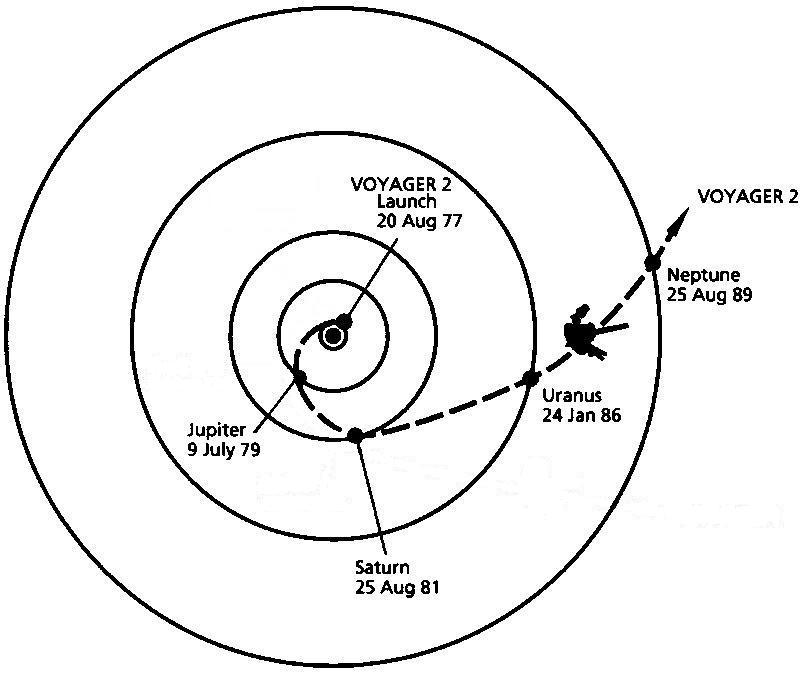
Reis van Voyager 2

De Voyager 2 vormt samen met Voyager 1 de Voyagermissie van de NASA. Deze missie werd in het leven geroepen om gebruik te maken van de zelden voorkomende onderlinge positie van de vier grote buitenplaneten eind jaren zeventig en tachtig: deze stonden toen op een lijn. Eigenlijk waren de Voyagers ontworpen voor het Marinerprogramma.
Die één keer per 175 jaar voorkomende situatie maakte het mogelijk de planeten Jupiter, Saturnus, Uranus en Neptunus met een minimum aan brandstof en reisduur te bereiken.

## Geschiedenis
De onbemande ruimtesonde Voyager 2 werd op 20 augustus 1977 vanaf Cape Canaveral AFS Lanceercomplex 41, Florida gelanceerd aan boord van een Titan IIIE-raket die voor extra snelheid met een Star 37-bovenste trap was uitgerust. Het oorspronkelijke doel van Voyager 1 en 2 was het van dichtbij onderzoeken van Jupiter, Saturnus, de ringen van Saturnus en de grootste manen van beide planeten. Indien mogelijk – de sondes waren gebouwd om vijf jaar operationeel te zijn – zou Voyager 2 echter ook nog Uranus en Neptunus aandoen.
Achtereenvolgens passeerde Voyager 2 Jupiter (9 juli 1979), Saturnus (25 augustus 1981), Uranus (24 januari 1986) en Neptunus (25 augustus 1989). Vooralsnog is Voyager 2 de enige ruimtesonde die deze laatste twee ijsreuzen heeft bezocht. De reis van Voyager 2 wordt in de figuur weergegeven.
Inmiddels heeft Voyager 2 ook de baan van de dwergplaneet Pluto ver achter zich gelaten en heeft op 5 november 2018 de heliosfeer verlaten. Daarmee bevindt de sonde zich in de interstellaire ruimte.
De snelheid waarmee Voyager 2 door de ruimte voortraast bedraagt 3,3 AE (495.000.000 km) per jaar (ongeveer 56.500 km/u). Met deze snelheid duurt het ongeveer 81.000 jaar voordat een afstand gelijk aan de afstand naar de dichtstbijzijnde ster (Proxima Centauri) is afgelegd.
Op 22 april 2010 ontstond er een probleem met de communicatie tussen Aarde en de Voyager 2. De toen 33 jaar oude Voyager, die zich op ruim 14 miljard kilometer (14.000.000.000 km) bevond, stuurde signalen naar de Aarde die niet te decoderen waren. De Voyager werkte naar eigen zeggen nog goed. NASA heeft het probleem verholpen. Makkelijk was dat niet, aangezien een commando vanaf de Aarde er toen al 13 uur over deed om de Voyager te bereiken. Nadat de Voyager drie weken in "spaarstand" had gestaan bleek de oorzaak in het computergeheugen te zitten. Een enkel bitje was spontaan van 0 naar 1 gesprongen. NASA heeft de computer van de ruimtesonde gereset en deze lijkt sindsdien weer naar behoren te werken.
Op 20 augustus 2017, precies veertig jaar na de lancering, bevond de Voyager 2 zich op een afstand van 17,158 miljard kilometer van de Aarde. Eind augustus 2018 detecteerde een van de instrumenten van Voyager 2 een toename van vijf procent in de kosmische straling. Dit wees erop dat de ruimtesonde het zonnestelsel bijna verlaten had. Ze bevond zich op dit moment namelijk aan de rand van het zonnestelsel, de heliosfeer. Buiten dit gebied stopt de zonnewind, en dus de invloed van de zon, en neemt de kosmische straling toe.
Op 10 december 2018 maakte NASA bekend dat de Voyager 2, op 5 november 2018, het zonnestelsel verlaten had.
De stroomvoorziening van Voyager 2 wordt steeds zwakker. In november 2024 werd daarom het Plasma Science Experiment uitgeschakeld om stroom te besparen. In de volgende jaren verwacht men om diezelfde reden meer instrumenten uit te zullen schakelen.

## Trivia
- Wetenschapshistoricus en televisiemaker James Burke maakte zich tijdens de opnames van zijn BBC-programma Connections 'onsterfelijk' door de volgens velen best getimede tv-opname ooit op te nemen. Hij gaf een uitleg over rakettechnologie waarbij hij afsloot met de woorden "dan krijg je dit", waarop hij zich omdraaide en wees naar de Titan IIIE met Voyager 2 die onmiddellijk daarop zijn motoren startte en opsteeg.[4]
- Aan de Voyager 2 is net als bij de Voyager 1 (en soortgelijke bij Pioneer 10 en Pioneer 11) een "gouden" plaat bevestigd. Deze wordt de Voyager Golden Record genoemd. Deze plaat is van verguld koper en is gevat in een "beschermhoes" van verguld aluminium. Als de plaat wordt afgespeeld, met behulp van de instructies op de hoes en de apparatuur die is meegestuurd, zullen de luisteraars onder andere in 55 talen worden begroet en geluiden van de natuur op Aarde horen. Op de tweede afbeelding van Voyager 2 kan men in het midden een gouden cirkel zien - dit is de "Golden Record". Beide 'platen' van Voyager 1 en 2 zijn ontworpen door astronoom Carl Sagan (1934-1996).

## Afbeeldingen

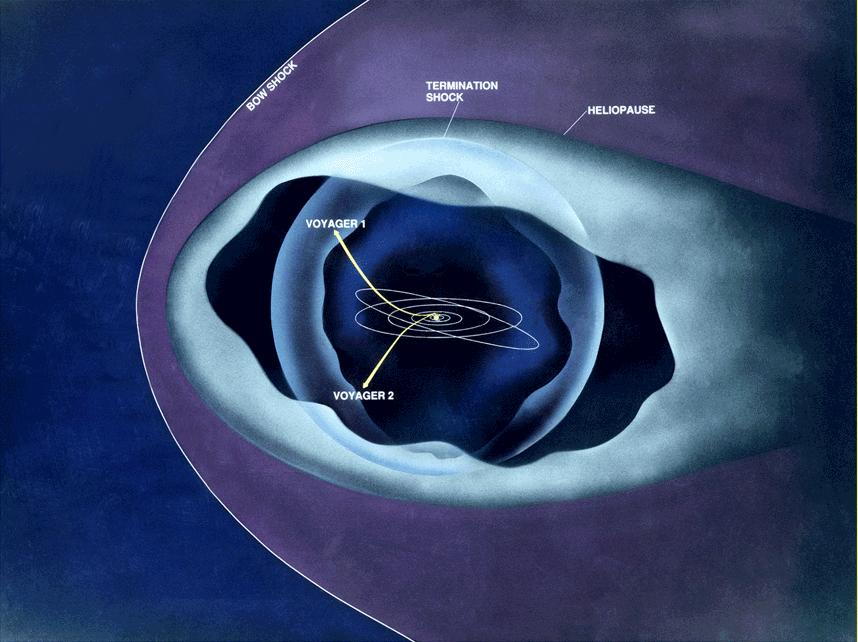
Buiten het zonnestelsel
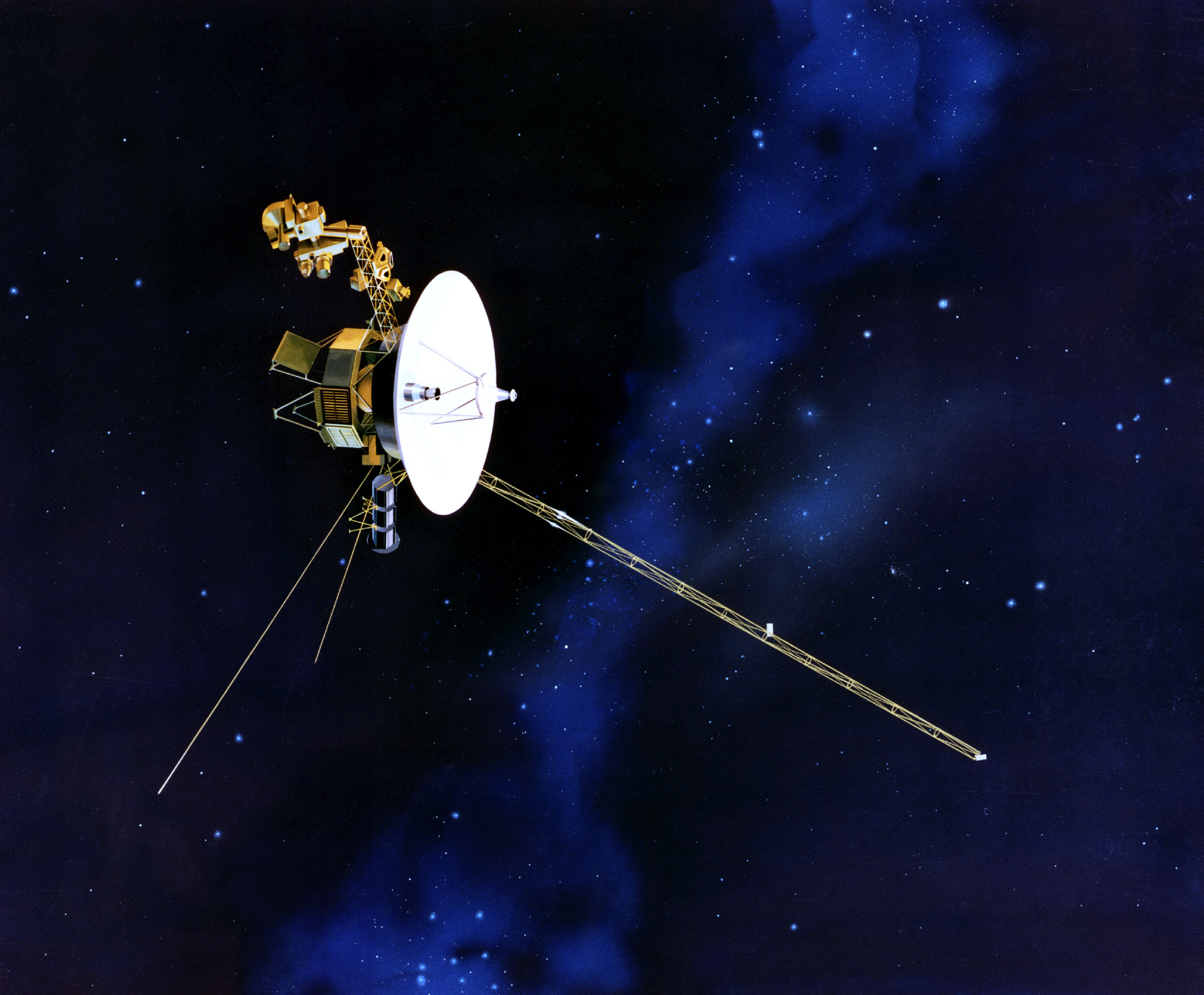
Voyager 2
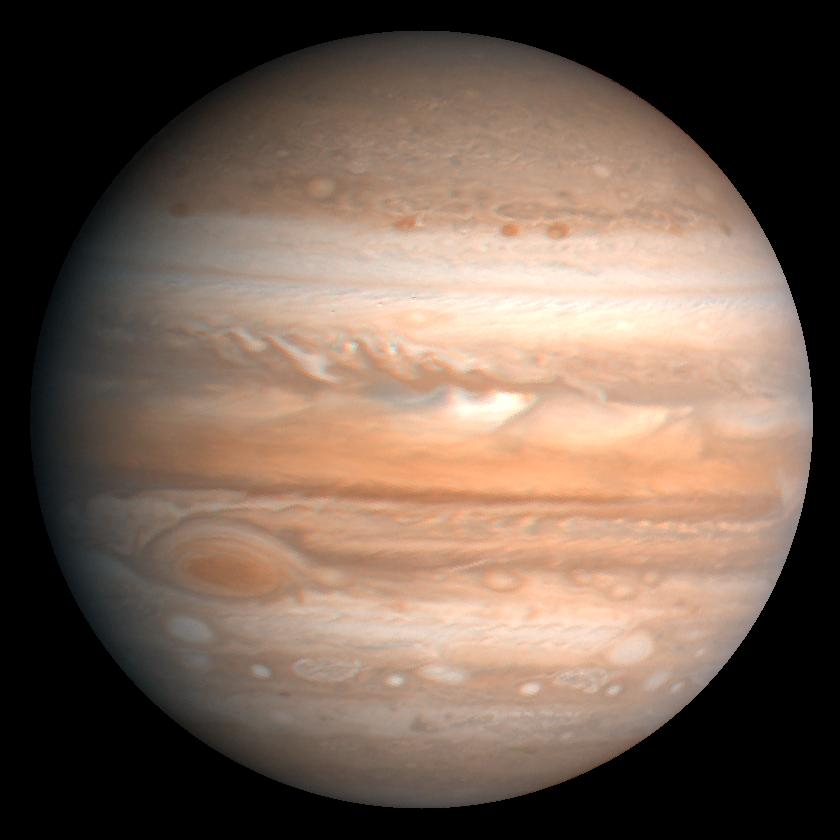
Opname van Jupiter door Voyager 2
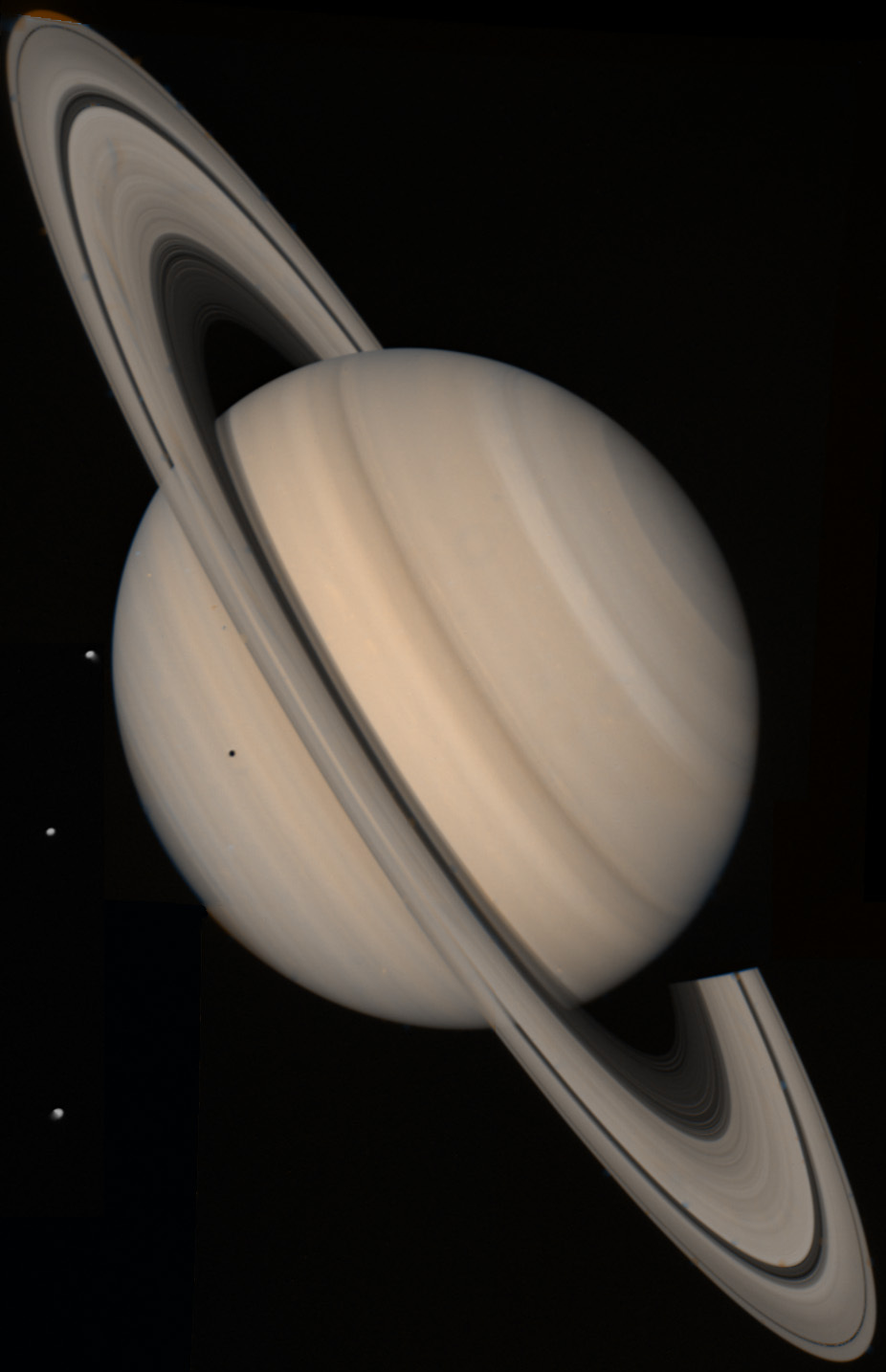
Opname van Saturnus door Voyager 2
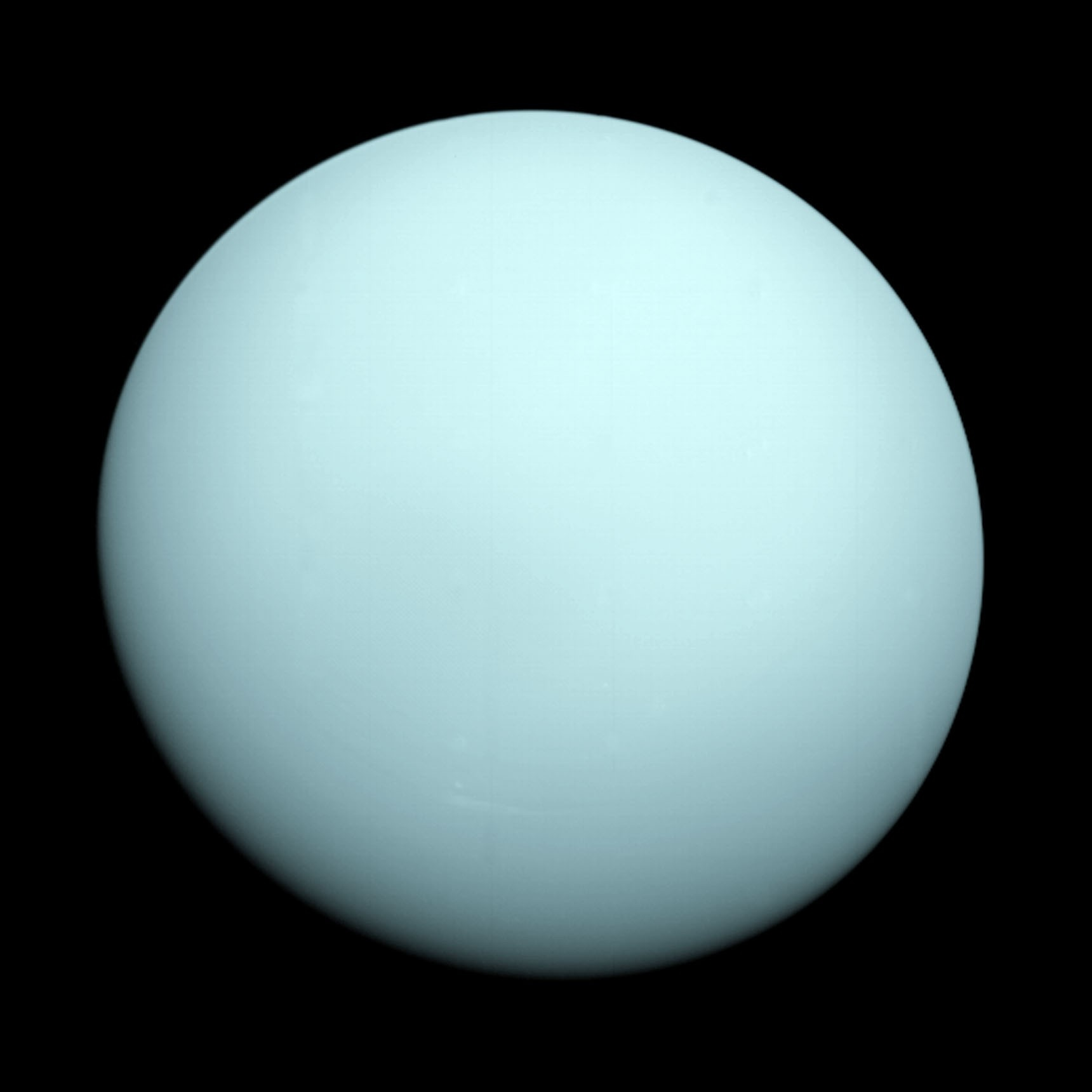
Opname van Uranus door Voyager 2
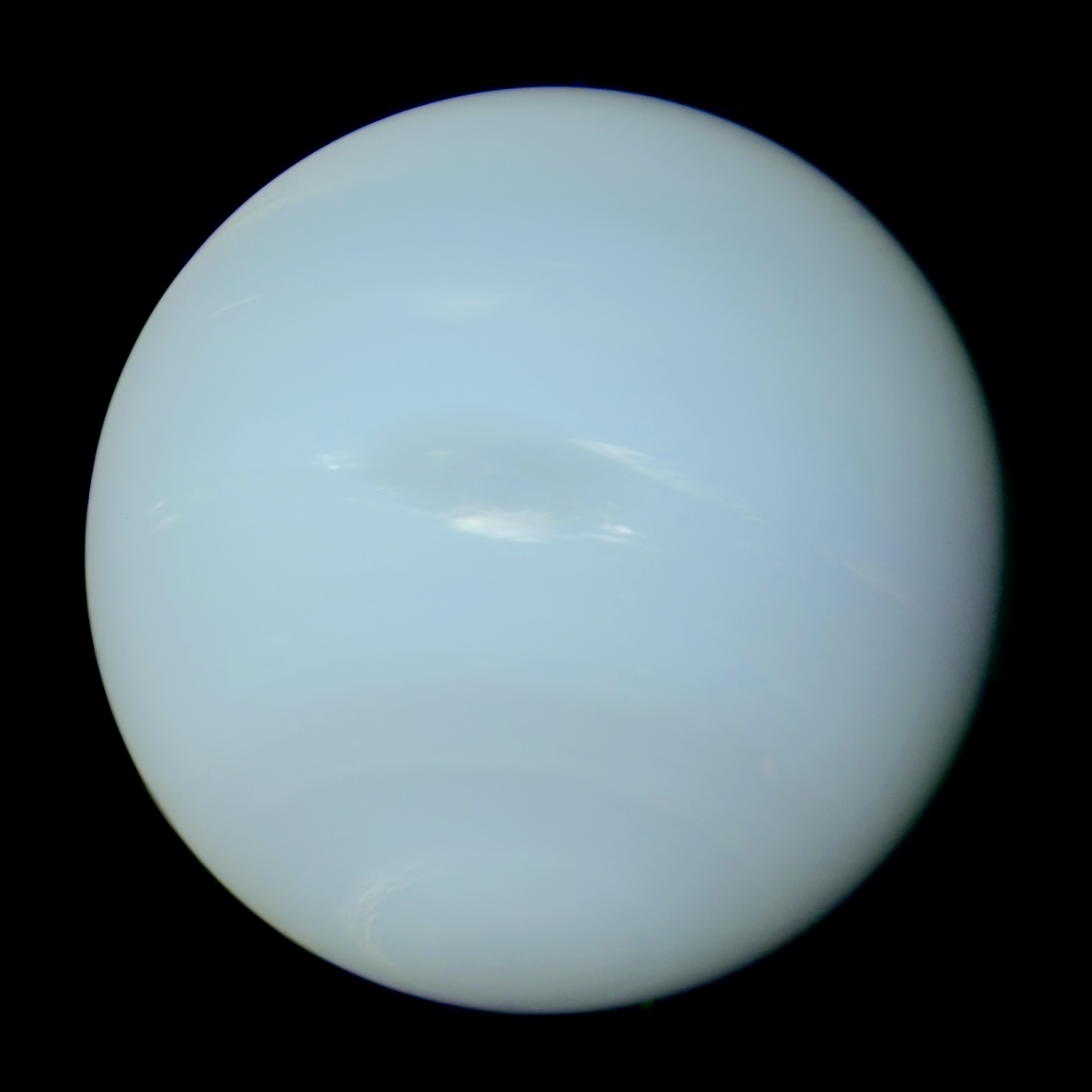
Opname van Neptunus door Voyager 2